# Mirowice (województwo pomorskie)
Mirowice – wieś w Polsce położona w województwie pomorskim, w powiecie sztumskim, w gminie Mikołajki Pomorskie.
W latach 1975–1998 miejscowość administracyjnie należała do województwa elbląskiego.